# Mystaria mnyama
Mystaria mnyama Lewis & Dippenaar-Schoeman, 2014 è un ragno appartenente alla famiglia Thomisidae.

## Etimologia
Il nome proprio della specie deriva dal termine Zulu mnyama, che significa nero, in relazione a piccole aree nereggianti presenti nell'area cefalica e fra gli occhi degli esemplari reperiti

## Caratteristiche
Nell'esemplare femminile rinvenuto la lunghezza totale è di 2,64 mm; la lunghezza del cefalotorace è di 1,06 mm e la sua larghezza è di 0,94 mm
Nell'esemplare maschile rinvenuto la lunghezza totale è di 2,29 mm; la lunghezza del cefalotorace è di 0,97 mm e la sua larghezza è di 0,88 mm

## Distribuzione
La specie è stata reperita in Sudafrica, nella provincia orientale di KwaZulu-Natal

## Tassonomia
Al 2014 non sono note sottospecie e dal 2014 non sono stati esaminati nuovi esemplari.